# ライフ (1883年創刊の雑誌)
『ライフ』(Life)は、1883年から1936年までアメリカ合衆国で発行されていた週刊の雑誌である。1936年に創刊したグラフ雑誌『ライフ』の前身であるが、その内容は全く異なる。

## 概要
『ライフ』は、1883年から1936年までの53年間は、イラスト、ジョーク、社会評論を中心とした大衆向け総合雑誌として発行されていた。チャールズ・ダナ・ギブソン、ノーマン・ロックウェル、ジェイコブ・ハートマン・ジュニアといった、当時の人気の作家、編集者、イラストレーター、漫画家を起用していた。当初の編集者であるジョン・エイムズ・ミッチェルが1918年に亡くなった後、ギブソンが編集者兼雑誌のオーナーになった。総合雑誌時代の最後には、『ザ・ニューヨーカー』誌のものに似た、ニューヨークで上演中の演劇や映画の短評が掲載されていた。
1936年、『タイム』誌の発行者のヘンリー・ルースが『ライフ』のブランドを買収し、アメリカ初の全ページ写真入りのニュース雑誌として新しい雑誌を創刊した。

## 歴史

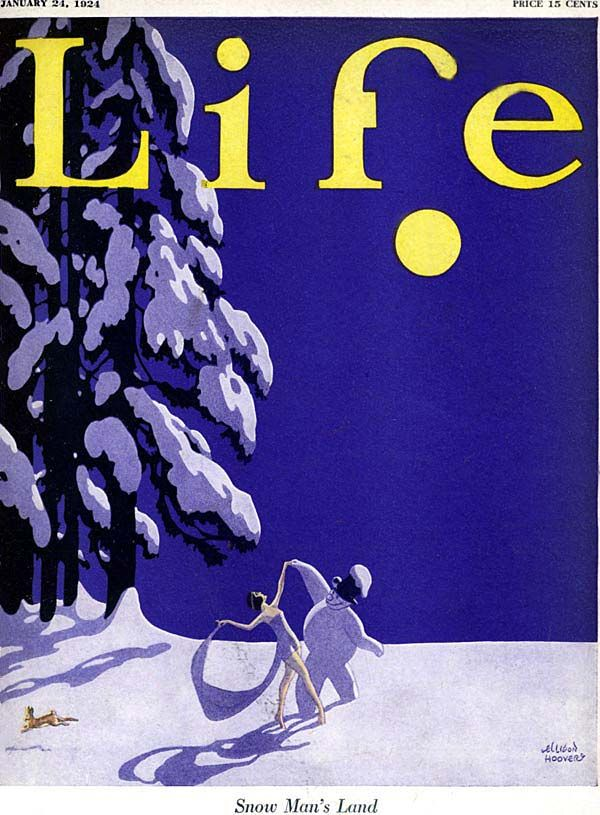
1924年1月24日号の表紙

『ライフ』は1883年1月4日、ニューヨーク市のブロードウェイ1155番地で、ジョン・エイムズ・ミッチェルとアンドリュー・ミラーのパートナーシップにより創刊された。ミッチェルが75%、ミラーが25%を出資し、2人は亡くなるまでその持ち株を保持していた。ミラーは書記会計係を務め、運営のビジネス面でも成功を収めた。ミッチェルは当時37歳のイラストレーターで、1万ドルの遺産を投資し、発行者を務めた。また、ミッチェルは亜鉛メッキ版を使用した画期的な新しい印刷プロセスを利用し、イラストやアートワークの再現性を向上させた。これにより、既存の総合雑誌『ジャッジ』や『パック』に対抗しようとした。エドワード・サンドフォード・マーティンが『ライフ』の最初の文芸編集者に就任した。彼はハーバード大学を卒業したばかりで、大学では『ハーバード・ランプーン』を創刊させていた。
『ライフ』のモットーは"While there's Life, there's hope."（ライフのある所、希望がある）だった。創刊号で、その理念と方針が次のように読者に示された。
私たちはこの雑誌で、少しでも楽しいことを提供できればと思っています...不親切な世界に漂っている何気ない陽気さを、できるだけ飼いならして行こうと思っています...宗教について、政治について、ファッションについて、社会について、文学について、舞台について、証券取引所について、警察署について、心の中にあることを、知っている限り、公平に、正直に、きちんと話していこうと思っています。
この雑誌は成功を収め、すぐに業界を代表する人物が寄稿するようになった。その中でも特に重要なのは、チャールズ・ダナ・ギブソンである。雑誌創刊の3年後、ギブソンは初めて『ライフ』に絵を提供した。それは犬小屋の外で月に向かって吠えている犬の絵で、原稿料は4ドルだった。他に、パーマー・コックス（ザ・ブラウニーズの作者）、A・B・フロスト、オリバー・ハーフォード、E・W・ケンブルといった有名なイラストレーターが『ライフ』に絵を提供し、ジョン・ケンドリック・バングス、ジェームズ・ウィットコム・ライリー、ブランダー・マシューズらが寄稿していた。
東欧系ユダヤ人のニューヨークへの移住率が高かった時代であり、ミッチェルは反ユダヤ主義的であるとして非難された。1903年にシカゴで起きたイロコイ劇場火災の原因として、同誌がクロー&アーレンジャーの劇団を非難したことで、全国的な騒動になった。『ライフ』に寄稿した演劇評論家、ジェームズ・ステットソン・メトカーフは、シアトリカル・シンジケートが管理するマンハッタンの47の劇場から出入り禁止となった。『ライフ』は、巨大な鼻を持つユダヤ人を描いた風刺漫画を掲載した。
『ライフ』は新しい才能を発掘する場となり、特にイラストレーターの間ではその傾向が強かった。1908年、後に『ビリーヴ・イット・オア・ノット』で有名となる漫画家ロバート・リプレーが『ライフ』誌に初めて漫画を掲載した。ノーマン・ロックウェルは、"Tain't You"が1917年5月10日号の表紙を飾ったのを初めとして、1917年から1924年の間に28回にわたって『ライフ』の表紙を飾った。『ザ・ニューヨーカー』誌の初代アートディレクター・レア・アービンも、初めて表紙の絵を描いたのは『ライフ』だった。
チャールズ・ダナ・ギブソンは、この雑誌の初期の数十年で、最も有名なキャラクターを創作した。彼が生み出したギブソン・ガールは、1890年代に『ライフ』誌に初めて登場し、その姿は、アメリカの理想の女性の具現像となった。ギブソン・ガールは出版界でセンセーションを巻き起こし、ファッションの歴史に名を残すことになった。
この時代の『ライフ』誌は、政治や国際問題に関して、激しい親米的な社説を発表していた。ミッチェルとギブソンは、1914年にドイツがベルギーを攻撃したときに激怒し、アメリカを第一次世界大戦に参戦させようとキャンペーンを展開した。ギブソンは、ドイツ皇帝ヴィルヘルム2世を、アンクル・サムを侮辱し、不具の兵士を嘲笑し、赤十字の看護婦を射殺する血まみれの狂人として描いた。ミッチェルは、1917年4月のアメリカの第一次世界大戦参戦を見届けた後、1918年6月29日に亡くなった。
ミッチェルの死後、ギブソンが100万ドルで『ライフ』誌を買収したが、世界は変わっていた。家庭的なユーモアが主流の、貞淑なギブソン・ガールズが床まで届くような長さのドレスを着ていた「陽気な90年代」ではなくなっていた。第一次世界大戦が、読者の嗜好の変化に拍車をかけた。『ライフ』のブランドだったクリーンで教養のあるユーモアは、粗野で性的でシニカルなものを求める読者の嗜好に合わなくなり始めていた。『ライフ』は、このような嗜好に合わせた新しい競合誌との競争に苦戦していた。ギブソンは『ライフ』を買収して3年余りでそれを手放し、発行者のクレール・マクスウェルと会計のヘンリー・リヒターに譲渡した。ギブソンは雑誌への積極的な関心を失い、メイン州で絵を描いて余生を過ごした。

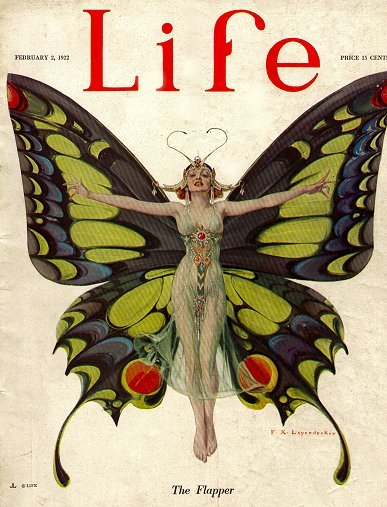
F. X. Leyendeckerによる1922年の表紙『フラッパー』

1920年、ギブソンは『バニティ・フェア』の元編集スタッフだったロバート・E・シャーウッドを編集者に選んだ。第一次世界大戦の退役軍人であり、アルゴンキンの円卓のメンバーだったシャーウッドは、洗練されたユーモアを取り入れようとした。1920年以降、『ライフ』は禁酒令に反対する運動を展開した。また、フランク・サリバン、ロバート・ベンチレー、ドロシー・パーカー、フランクリン・P・アダムス、コリー・フォードらが寄稿し、ラルフ・バートン、パーシー・クロスビー、ドン・ヘロルド、エリソン・フーバー、H・T・ウェブスター、アート・ヤング、ジョン・ヘルド・ジュニアらがイラストや漫画を提供した。
ジャズ・エイジから世界恐慌に突入すると、『ライフ』誌は資金と購読者を失った。マクスウェルと編集長のジョージ・カリー・エグルストンが引き継いだ頃には、週刊誌から月刊誌に変わっていた。2人は時代に合わせた編集スタイルの見直しに取り組み、それにより新しい読者を獲得した。スタッフには優秀な人材が揃っていたにもかかわらず、『ライフ』は全盛期を過ぎ、財政破綻へと向かっていた。1925年2月に創刊された『ザ・ニューヨーカー』は、『ライフ』の特集やスタイルの多くを模倣し、『ライフ』の編集や美術のスタッフを引き抜いていった。『ライフ』の発行部数にさらなる打撃を与えたのは、『バリーフー』(Ballyhoo)や『フーイ』(Hooey)といった不道徳なユーモア雑誌だった。1933年には、『エスクァイア』が新たな競合誌として登場した。総合雑誌としての『ライフ』の晩年は、利益を上げるのに苦労した。1936年、マクスウェルは雑誌の売却を決断した。
編集者をすでに引退し、80歳になっていたエドワード・サンドフォード・マーティンは、『ライフ』の総合雑誌としての最終号に文章を寄稿するように求められて、次のように書いた。
『ライフ』が新しい所有者と指導者の手に渡ることは、1883年1月のその誕生を見届けた唯一の生存者にとって、最も鮮烈な出来事です。...私としては、『ライフ』に幸運が訪れますように、恵みと慈悲と平和、そして、どちらに向かえばいいのか、次に何が起こるのかもわからない混乱した世界に『ライフ』が役立つことを願っています。新しい声が必要とされる音を出すための素晴らしい時です!

### ニュース週刊誌への変化
1936年、『タイム』誌の出版者のヘンリー・ルースは『ライフ』のブランドを9万2千ドルで買収した。それは、「ライフ」という名前が、彼の出版社・タイム社にふさわしいと考えたからである。タイム社は、『ライフ』の購読者リスト、特集記事、営業権を『ジャッジ』誌に売却した。タイム社は、写真を中心としたニュース雑誌として『ライフ』を1936年11月23日に創刊した。